# Борба прса у прса
Борба прса у прса је широк појам који обухвата непосредну и блиску борбу војника сукобљених страна без оружја, приручним средствима и голим рукама (уз употребу борилачких вештина). Термин „прса у прса“ најчешће подразумева борбу без оружја, али се често укључује и борба деловима оружја (као што су кундак и бајонет) и предметима са циљем елиминације противника.
Блиска борба је термин који се чешће употребљава и обухвата борбу на минималном одстојању. Примењују се смртоносне и несмртоносне методе елиминације противника у складу са правилима вођења борбе. Користе се хибридне борилачке вештине, које су део основне обуке регуларних војних формација.

## Дефиниција
Према дефиницији војске САД, борба прса у прса је окршај између две или више особе са приручним средствима или без, као што су ножеви, дрвени или метални објекти на веома малом (минималном) одстојању, одстојању физичког контакта.